# Ockupationszon

Tysklands ockupationszoner efter andra världskriget.

Ockupationszon, uppdelning av ett område i zoner av ockupationsmakter.